# Чурино (Ульяновская область)
Чурино — упразднённое село в Новоспасском районе Ульяновской области России. На момент упразднения входило в состав Краснопоселковского сельского поселения.

## География
Село находилось у одной из вершин оврага Леднев, в 1,5 км к северо-западу от посёлка Бестужево и в 31 км к юго-востоку от районного центра.

## История
Село вошло в состав Репьёвки. Исключено из учётных данных в 2002 году постановлением заксобрания Ульяновской области от 10.12.2002 г. № 066-ЗО.

## Население
С 1994 года в селе отсутствовало постоянное население.

## Известные уроженцы
- Маркова Римма Васильевна[4][5]